# Ekaterina Șumilova
Ekaterina Șumilova (n. 25 octombrie 1986, Solikamsk, RSFS Rusă, URSS) este o biatlonistă ce a reprezentat Rusia, medaliată olimpică. A participat la o ediție a Jocurilor Olimpice (2014) în care a câștigat o medalie de argint.